# Communauté d'agglomération Paris - Vallée de la Marne
La communauté d'agglomération Paris Vallée de la Marne est une communauté d'agglomération française, située dans le département de Seine-et-Marne en région Île-de-France.

## Historique
Dans le cadre de la mise en œuvre de la loi de modernisation de l'action publique territoriale et d'affirmation des métropoles (dite « loi MAPAM ») du 27 janvier 2014, qui prévoit la généralisation de l'intercommunalité à l'ensemble des communes et la création d'intercommunalités de taille importante en Île-de-France, capables de dialoguer avec la métropole du Grand Paris, le préfet de la région d'Île-de-France approuve le 4 mars 2015 un schéma régional de coopération intercommunale qui prévoit notamment la « fusion de la communauté d'agglomération de Marne et Chantereine, de la communauté d'agglomération de Marne-la-Vallée - Val Maubuée et de la communauté d'agglomération de la Brie francilienne ».
La « communauté d'agglomération Paris Vallée de la Marne », issue de la fusion des anciennes intercommunalités suivantes :
- Communauté d'agglomération de Marne et Chantereine (Brou-sur-Chantereine, Chelles, Courtry, Vaires-sur-Marne),
- Communauté d'agglomération de Marne-la-Vallée - Val Maubuée (Champs-sur-Marne, Croissy-Beaubourg, Émerainville, Lognes, Noisiel, Torcy),
- Communauté d'agglomération de la Brie Francilienne (Pontault-Combault et Roissy-en-Brie),

a donc  été créée par un arrêté préfectoral du 27 novembre 2015 qui a pris effet le 1er janvier 2016,,.

## Territoire communautaire

### Géographie
L’agglomération Paris - Vallée de la Marne se compose :
- au nord de la Marne, des communes qui s’étaient regroupées au sein de la communauté d'agglomération de Marne et Chantereine, autour de Chelles, et situées dans le prolongement de l’axe de la RN34 (ancienne voie royale de Vincennes à Chelles via Nogent-sur-Marne et Neuilly-sur-Marne),
- au sud de la Marne, des communes issues du secteur II de Marne-la-Vallée (appelé Val Maubuée) qui s’étaient regroupées au sein de la Communauté d'agglomération de Marne-la-Vallée - Val Maubuée,
- plus au sud, deux communes limitrophes du Val Maubuée qui s’étaient regroupées au sein de la communauté d'agglomération de la Brie Francilienne.

La communauté d'agglomération comprend 8 gares RER (plus 2 du projet du Grand Paris Express), 2 axes routiers (Autoroute A4 et Francilienne, 48 lignes de bus et 2 aérodromes (Chelles-Le Pin et Lognes-Émerainville).
La communauté d'agglomération compte, en 2016, au total 89 119 logements.

### Composition
La communauté d'agglomération est composée des 12 communes suivantes :

| Nom                  | Code Insee | Gentilé                 | Superficie (km2) | Population (dernière pop. légale) | Densité (hab./km2) |
| -------------------- | ---------- | ----------------------- | ---------------- | --------------------------------- | ------------------ |
| Torcy (siège)        | 77468      | Torcéens                | 6                | 22 939 (2022)                     | 3 823              |
| Brou-sur-Chantereine | 77055      | Breuillois              | 4,28             | 5 094 (2022)                      | 1 190              |
| Champs-sur-Marne     | 77083      | Campésiens, Champesois  | 7,35             | 26 661 (2022)                     | 3 627              |
| Chelles              | 77108      | Chellois                | 15,9             | 54 372 (2022)                     | 3 420              |
| Courtry              | 77139      | Courtrysiens            | 4,16             | 7 107 (2022)                      | 1 708              |
| Croissy-Beaubourg    | 77146      | Croisséens              | 11,63            | 1 969 (2022)                      | 169                |
| Émerainville         | 77169      | Émerainvillois          | 5,46             | 7 536 (2022)                      | 1 380              |
| Lognes               | 77258      | Lognots                 | 3,37             | 14 678 (2022)                     | 4 355              |
| Noisiel              | 77337      | Noisieliens             | 4,35             | 15 927 (2022)                     | 3 661              |
| Pontault-Combault    | 77373      | Pontellois-Combalusiens | 13,64            | 38 941 (2022)                     | 2 855              |
| Roissy-en-Brie       | 77390      | Roisséens               | 13,65            | 23 521 (2022)                     | 1 723              |
| Vaires-sur-Marne     | 77479      | Vairois                 | 6,02             | 13 791 (2022)                     | 2 291              |

### Démographie
| 1968   | 1975   | 1982    | 1990    | 1999    | 2010    | 2015    | 2021    |
| ------ | ------ | ------- | ------- | ------- | ------- | ------- | ------- |
| 69 607 | 97 504 | 142 784 | 190 975 | 205 194 | 219 786 | 227 844 | 228 864 |

## Administration

### Siège
Le siège de la communauté d'agglomération est à Torcy, 5, cours de l'Arche Guédon.

### Élus
Le conseil communautaire de la communauté d'agglomération se compose de 65 conseillers, représentant chacune des communes membres et élus pour une durée de six ans.
Ils sont répartis comme suit :
| Nombre de conseillers | Communes                                         |
| --------------------- | ------------------------------------------------ |
| 16                    | Chelles                                          |
| 11                    | Pontault-Combault                                |
| 7                     | Champs-sur-Marne, Roissy-en-Brie, Torcy          |
| 4                     | Lognes, Noisiel, Vaires-sur-Marne                |
| 2                     | Émerainville                                     |
| 1 (+1 suppléant)      | Brou-sur-Chantereine, Courtry, Croissy-Beaubourg |

### Présidence
À la suite des élections municipales de 2020 en Seine-et-Marne, le conseil communautaire renouvelé a élu son nouveau président, Guillaume Le Lay-Felzine, maire de Torcy, ainsi que ses 13 vice-présidents, qui sont, :
1. Gilles Bord, maire de Pontault-Combault, chargé des équipements sportifs, de la politique sportive communautaire et des Jeux Olympiques Paris 2024 ;
2. François Bouchart, maire de Roissy-en-Brie, chargé de l’aménagement du territoire et de l’urbanisme ;
3. Brice Rabaste, maire de Chelles, chargé des transports, des liaisons douces et du Grand Paris ;
4. Mathieu Viskovic, maire de Noisiel, chargé des travaux, des réseaux, de la voirie communautaire et de l’entretien du patrimoine ;
5. Xavier Vanderbise, maire de Courtry, chargé du tourisme et de l’attractivité du territoire ;
6. Sofiane Ghozelane, maire-adjoint de Pontault-Combault, chargé des finances et des marchés publics ;
7. Michel Bouglouan, maire-adjoint de Champs-sur-Marne, chargé de l’habitat et des gens du voyage ;
8. Stéphanie Barnier, maire de Brou-sur-Chantereine, chargée de l’eau et de l’assainissement ;
9. Nicolas Delaunay, maire-adjoint de Lognes, chargé des équipements et de la politique culturelle communautaire ;
10. Alain Kelyor, maire d'Émerainville, chargé du contrôle de gestion et de l’évaluation des politiques publiques ;
11. Colette Boissot, maire-adjointe de Chelles, chargée du développement durable, du Plan Climat, des espaces verts, des bois et des bords de Marne ;
12. Yohann Desfoux, maire-adjoint de Vaires-sur-Marne, chargé de la communication institutionnelle de l’aménagement numérique du territoire ;
13. Michel Gérès , maire de Croissy-Beaubourg, chargé des plans d’eau.

Le bureau de l'intercommunalité pour la mandature 2020 - 2026 est constitué du président, des vice-présidents et de 6 conseillers délégués :
- Gérard Eude, conseiller municipal de Torcy, 1er conseiller délégué chargé du développement économique, de l’enseignement supérieur et de la recherche
- Hafida Dhabi, conseillère municipale de Roissy-en-Brie, 2e conseillère déléguée chargée de l’attractivité des parcs commerciaux
- Daniel Guillaume, maire-adjoint de Champs-sur-Marne, 3e conseiller délégué chargé des grands projets de la Cité Descartes
- Benoît Breysse, maire-adjoint de Chelles, 4e conseiller délégué chargé de l’emploi, de l’insertion et de la formation professionnelle
- Sara Short Ferjule, maire-adjointe de Pontault-Combault, 5e conseillère déléguée chargée de la santé et de la politique sociale communautaire
- Guillaume Segala, maire-adjoint de Chelles, 6e conseiller délégué chargé de la Politique de la Ville

| Période      | Période                      | Identité                 | Étiquette | Qualité |
| ------------ | ---------------------------- | ------------------------ | --------- | --- |
| janvier 2016 | juillet 2020                 | Paul Miguel              | PS        | Ancien directeur d’une organisation professionnelle du secteur de la presse Conseiller municipal de Lognes Président de l'ex-CA Val Maubuée (2012 → 2015) |
| juillet 2020 | En cours (au 7 juillet 2020) | Guillaume Le Lay-Felzine | PS        | Maire de Torcy (2012 → ) |

### Compétences
La communauté d'agglomération exerce les compétences qui lui ont été transférées par les communes membres, dans le condition définies par le code général des collectivités territoriales.
Ses compétences ont été entérinées par les élus lors du conseil communautaire du 14 décembre 2017. Elles ont été révisées lors du conseil communautaire du 25 juin 2020.

#### Compétences obligatoires
- Développement économique : Création, aménagement, entretien et gestion de zones d'activité industrielle, commerciale, tertiaire, artisanale, touristique, portuaire ou aéroportuaire ; Politique locale du commerce et soutien aux activités commerciales d'intérêt communautaire ; Promotion du tourisme
- Aménagement de l'espace communautaire : Schéma de cohérence territoriale et schéma de secteur ; Création et réalisation de zones d’aménagement concerté d’intérêt communautaire ; Organisation de la mobilité et des transports publics.
- Équilibre social de l'habitat : Programme local de l’habitat (PLH) ; Politique du logement d’intérêt communautaire ; Actions et aides financières en faveur du logement social d’intérêt communautaire ; Réserves foncières pour la mise en œuvre de la politique communautaire d’équilibre social de l’habitat ; Opérations d’intérêt communautaire en faveur du logement des personnes défavorisées ; Amélioration du parc immobilier bâti.
- Politique de la ville : Élaboration du diagnostic du territoire et définition des orientations du contrat de ville ; Animation et coordination des dispositifs contractuels de développement urbain, de développement local et d'insertion économique et sociale ainsi que des dispositifs locaux de prévention de la délinquance ; Programmes d'actions définis dans le contrat de ville.
- Gestion des milieux aquatiques et prévention des inondations (GEMAPI)
- Accueil des gens du voyages, création, aménagement, entretien et gestion des aires d'accueil et des terrains familiaux locatifs
- Collecte et traitement des déchets des ménages et déchets assimilés
- Gestion des eaux pluviales urbaines
- Eau
- Assainissement des eaux usées [15]

#### Compétences transférées à titre supplémentaire[16]

##### Compétences définies par la loi
- Création ou aménagement et entretien de voiries d'intérêt communautaire ; Création/aménagement et gestion des parcs de stationnement d'intérêt communautaire
- Protection et mise en valeur de l'environnement et du cadre de vie : Lutte contre la pollution de l'air, Lutte contre les nuisances sonores, soutien aux actions de maîtrise de la demande d'énergie.
- Construction, aménagement, entretien et gestion d’équipements culturels et sportifs d'intérêt communautaire

##### Compétences définies librement
- Création, organisation, soutien et/ou gestion d’actions ou d’évènements sportifs et culturels, à l'échelle intercommunale : Initiation de projets artistiques dans le domaine du spectacle vivant ; Actions de sensibilisation et d’accompagnement aux pratiques artistiques et culturelles dans les écoles ; Soutien et mise en œuvre de projets autour de la création contemporaine.
- Actions en faveur de l’emploi, de l’insertion et de la formation professionnelle : Définition et mise en place de la politique intercommunale en matière d’emploi, d’insertion et de formation professionnelle ; Coordination des opérateurs locaux, dans le cadre d’initiatives partagées ; Gestion des équipements dédiés et des partenariats.
- Actions en faveur de la santé et de la médecine du sport : Définition et mise en place de la politique de santé et de prévention intercommunale en matière de lutte contre la désertification médicale, d’accès aux soins, de prévention et de protection du cadre de vie ; Gestion et promotion des centres de médecine du sport de l’Agglomération.
- Aménagement numérique du territoire : Assurer un suivi vigilant et partenarial avec les fibro-opérateurs intervenant sur le territoire de l’Agglomération ; Conseil et soutien aux communes avec les opérateurs ; Conception, construction, exploitation, commercialisation d’infrastructures, de réseaux et de services locaux de communication électronique et activités annexes.
- Citoyenneté et prévention : Actions favorisant l’accès au droit ; Gestion des Maisons de la justice et du droit du territoire ; Actions de prévention visant à développer la citoyenneté auprès des jeunes ; Actions de prévention contre les risques sanitaires et atteinte à la santé.
- Création, aménagement, entretien et gestion de réseaux de chaleur ou de froid urbains : Réseau de chaleur communautaire existant de Lognes-Torcy ; Tout nouveau réseau de chaleur créé sur le territoire de la communauté d'Agglomération à compter du 1er janvier 2018[17]
- Actions de soutien aux activités de recherche et d’enseignement supérieur sur le territoire
- Hébergement de la Bourse du travail dans le cadre de la poursuite du partenariat avec la Bourse du Travail
- Sport de haut niveau
- Plan climat, air, énergie territorial - PCAET [15]

### Régime fiscal et budget
La Communauté d'agglomération est un établissement public de coopération intercommunale à fiscalité propre.
Afin de financer l'exercice de ses compétences, l'intercommunalité perçoit comme toutes les communautés d'agglomération la fiscalité professionnelle unique (FPU) – qui a succédé à la taxe professionnelle unique (TPU) – et assure une péréquation de ressources entre les communes résidentielles et celles dotées de zones d'activité.
Elle verse une dotation de solidarité communautaire aux communes membres de l’EPCI signataires d’un contrat de ville (DSC) à ses communes membres.

### Organismes de regroupement
La communauté d'agglomération adhère en 2020 aux syndicats mixtes suivants :
- SMF Vidéocommunication de l'est parisien ;
- Syndicat mixte « Marne Vive » ;
- SMF enlèvement et traitement des résidus ménagers de la région de Lagny-sur-Marne ;
- SI d'assainissement de Marne-la-vallée (SIAM) ;
- SMAEP (Alimentation en eau potable) de la région de Lagny-sur-Marne ;
- SMAEP de l'Ouest Briard ;
- Seine-et-Marne numérique ;
- SMF enlèvement et traitement des ordures ménagères de la région de Tournan-en-Brie ;
- SM pour l'aménagement du Morbras (SMAM) ;
- SMF Passerelle du Moulin ;

## Projets et réalisations
Conformément aux dispositions légales, une communauté d'agglomération a pour objet d'associer « au sein d'un espace de solidarité, en vue d'élaborer et conduire ensemble un projet commun de développement urbain et d'aménagement de leur territoire ».

### Culture

#### Médiathèques
La communauté anime le réseau des quatorze bibliothèques et médiathèques locales[réf. nécessaire] : 
- Le Kiosque - Brou-sur-Chantereine ;
- Ru de Nesles - Champs-sur-Marne ;
- Jean-Pierre-Vernant - Chelles ;
- Olympe-de-Gouges - Chelles ;
- Médiathèque - Courtry ;
- George-Sand - Croissy-Beaubourg ;
- Emery - Émerainville ;
- Segrais - Lognes ;
- Ferme du Buisson - Noisiel ;
- François-Mitterrand - Pontault-Combault ;
- Pierre-Thiriot - Pontault-Combault ;
- Aimé-Césaire - Roissy-en-Brie ;
- Arche Guédon - Torcy ;
- Jean-Sterlin - Vaires-sur-Marne.

Médiathèques gérées par la communauté d'agglomération
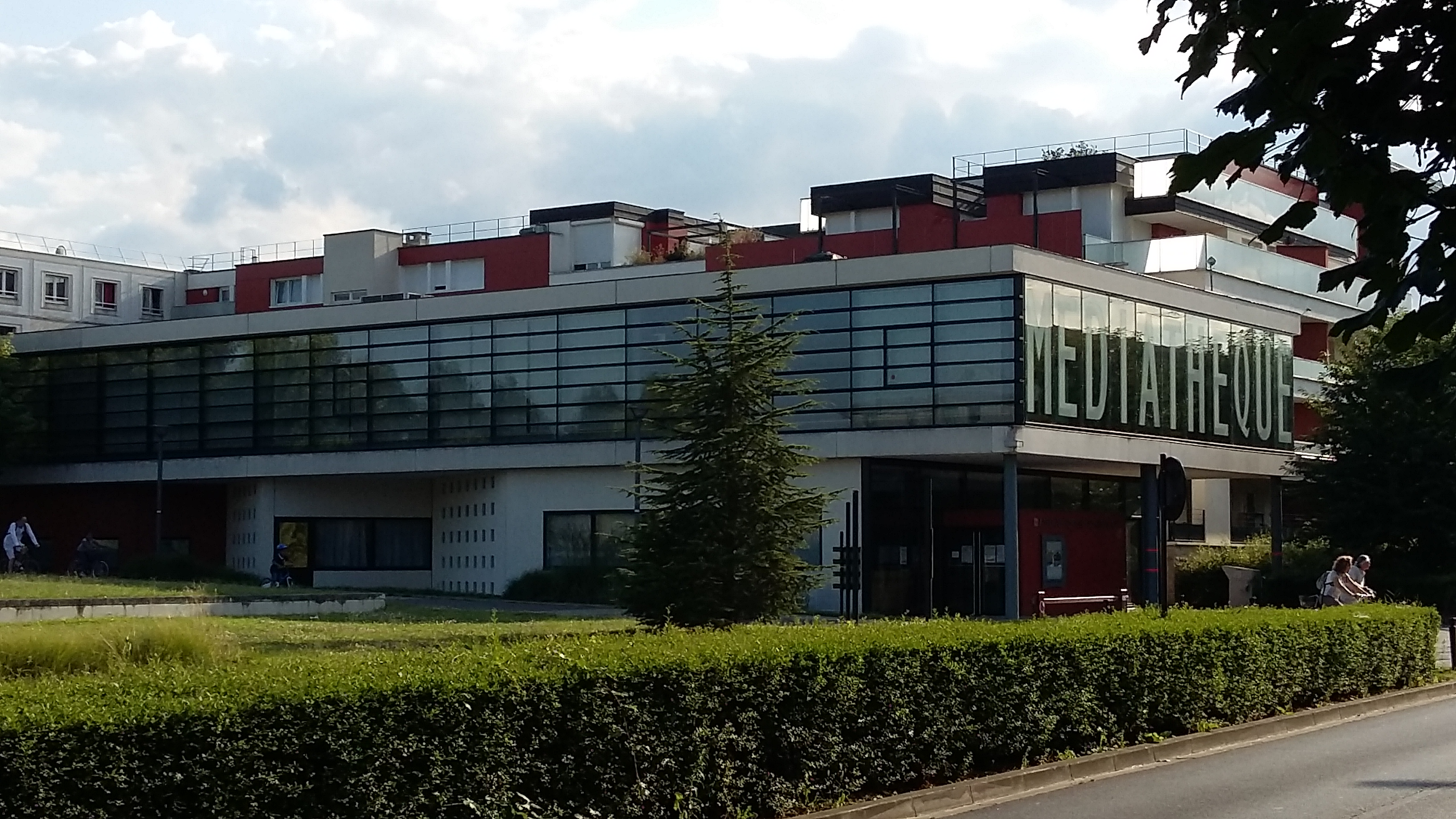
Bibliothèque du Segrais.
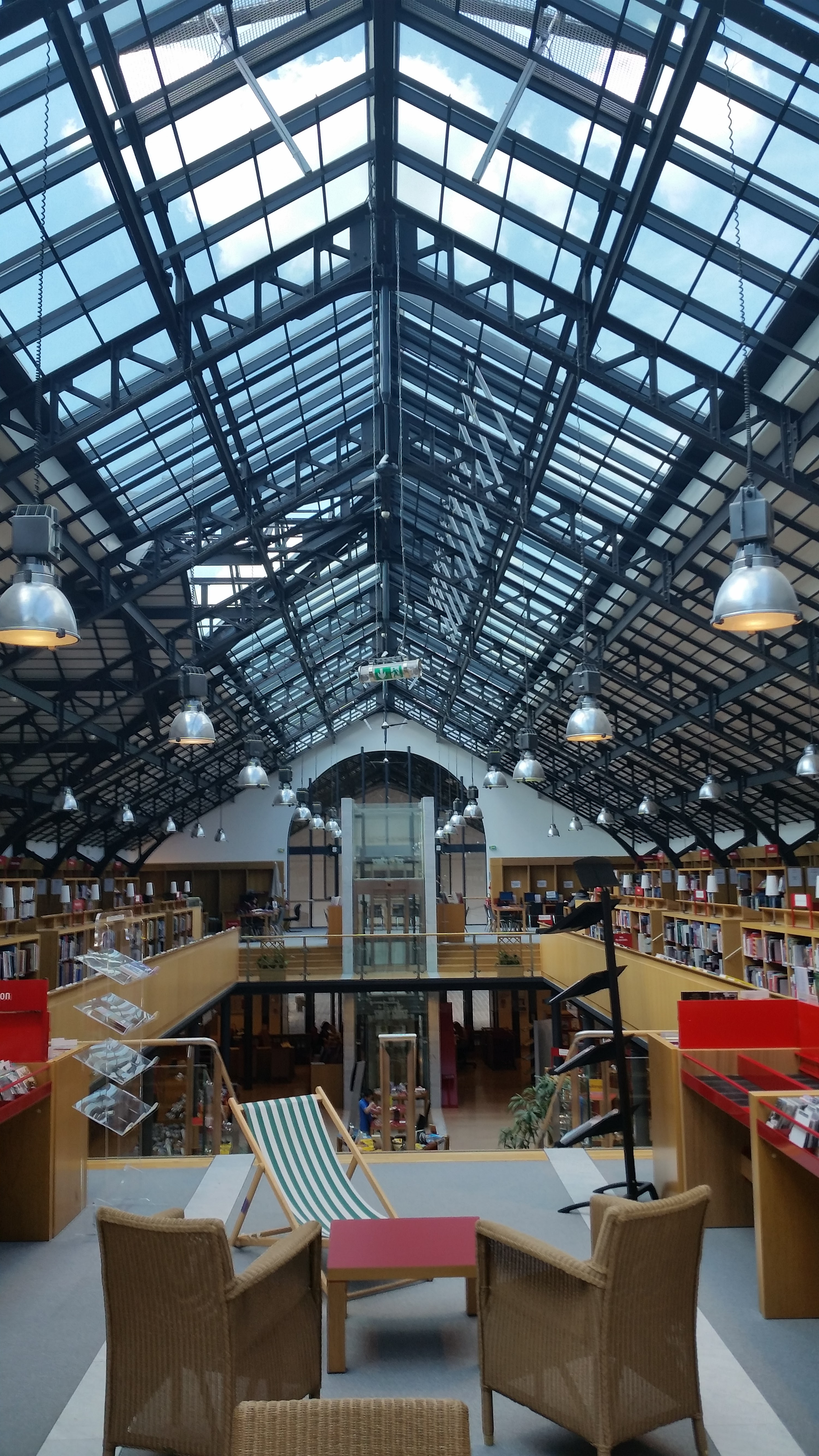
Médiathèque du Buisson.
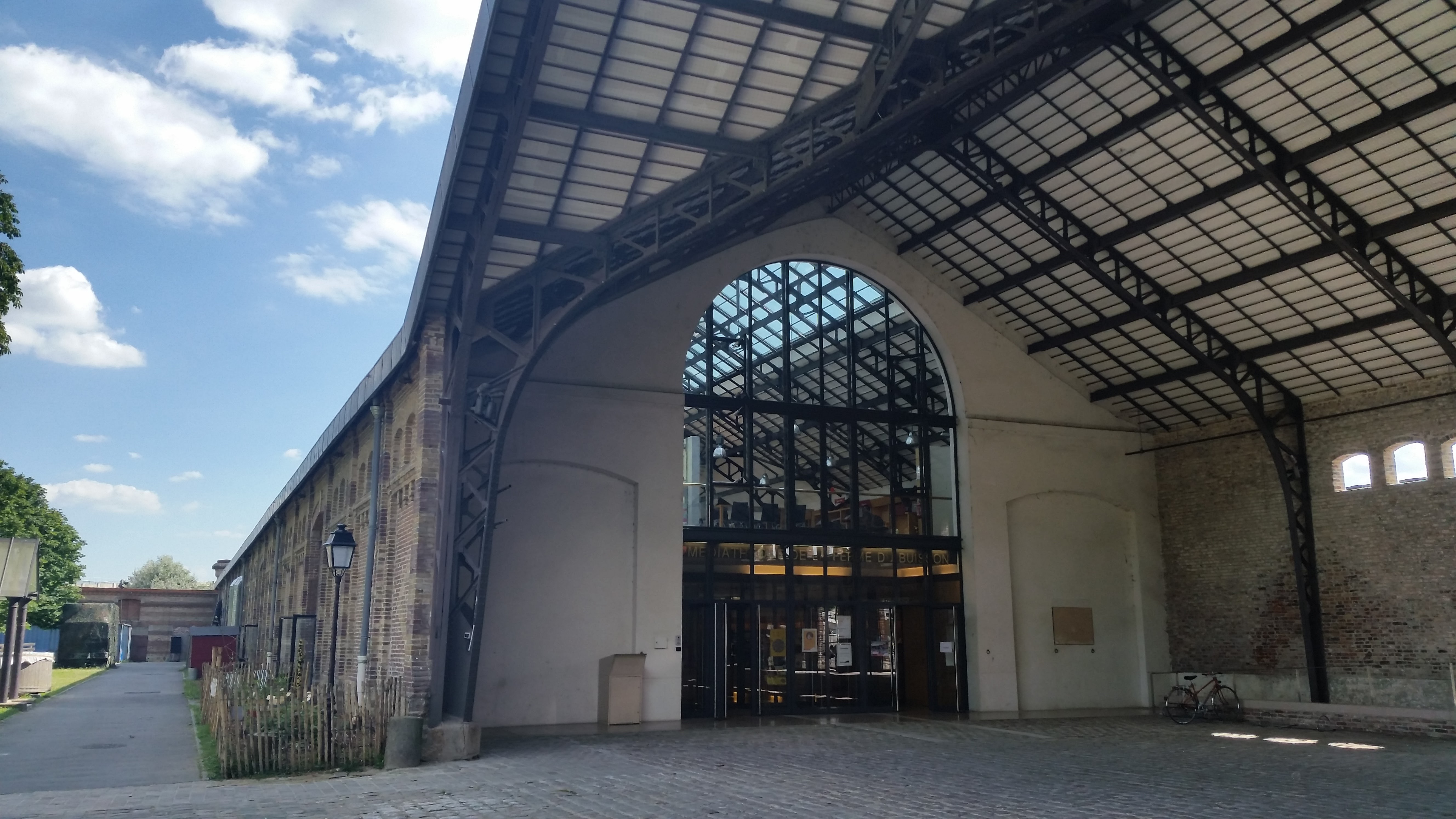
Médiathèque de la Ferme du Buisson.
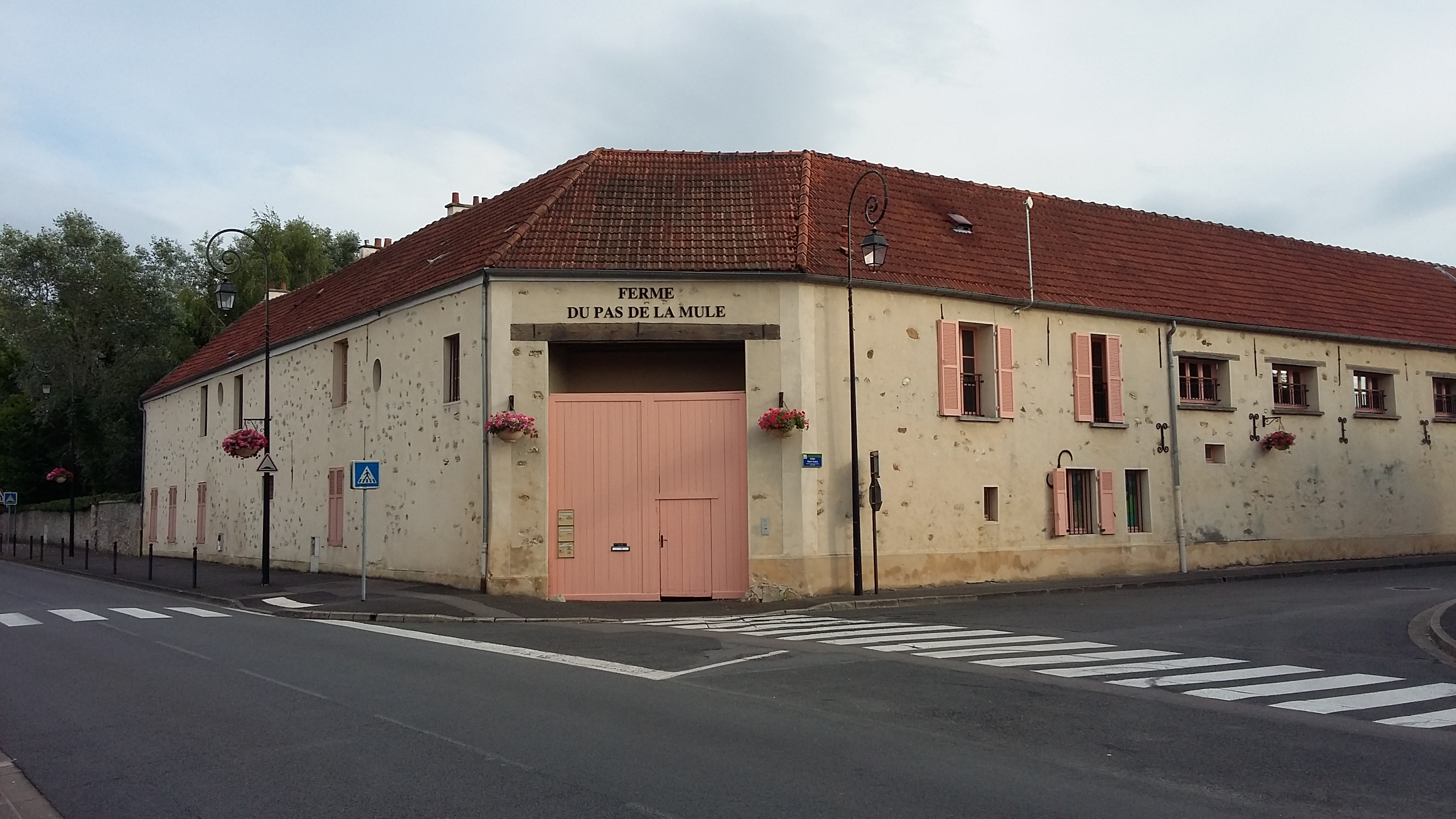
Bibliothèque George-Sand.
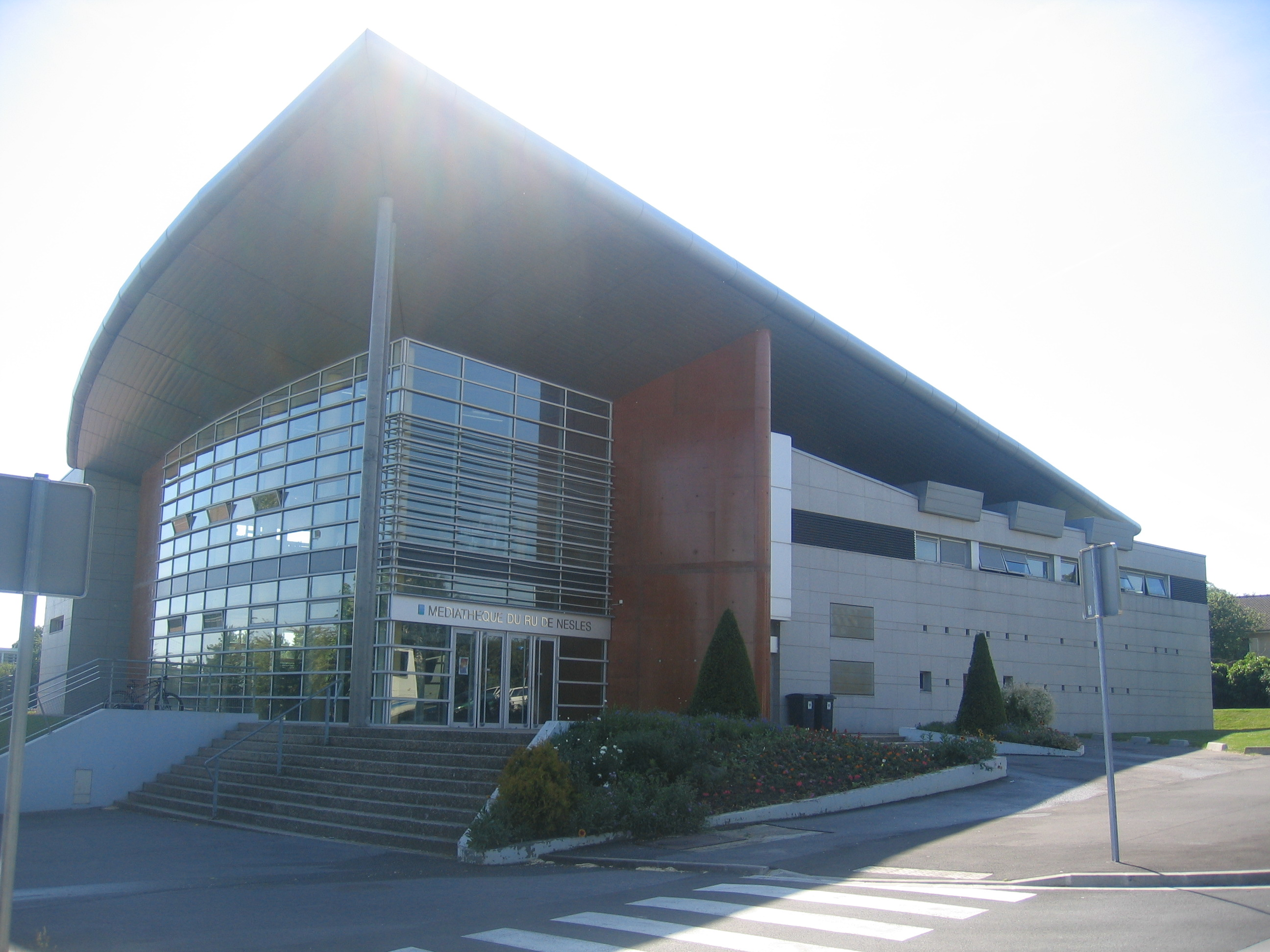
Bibliothèque du Ru de Nesles.

### Les Passerelles, scène de Paris - Vallée de la Marne[20]
Depuis 2016, le pôle culturel Les Passerelles a été transféré à la Communauté d'agglomération.
Maison de curiosité, de création et de partage, le Pôle culturel des Passerelles se compose d'une salle de spectacle, une médiathèque, une salle d’exposition, trois studios de répétition, une salle d'activités et un bar.

#### Une salle de spectacle de 361 places
La scène des Passerelles vous propose une programmation éclectique et pluridisciplinaire vous permettant de découvrir des univers artistiques variés. Théâtre, musique, humour, cirque, danse, marionnettes… c’est une trentaine de spectacles qui vous sont proposés chaque saison.
Par ailleurs, elle accueille en séances scolaires plusieurs milliers de jeunes spectateurs chaque année.
Enfin, elle se transforme régulièrement en lieu de fabrique où les artistes peuvent créer et répéter leur spectacle avant de le jouer devant un public.

#### Une médiathèque
Expositions, projections, conférences, découvertes littéraires et musicales, contes pour petits et grands vous y sont régulièrement proposés.
Vous pouvez aussi vous y installer confortablement pour feuilleter un magazine, un manga ou un beau livre, hésiter entre un classique de la littérature et le dernier best-seller, consulter internet, écouter de la musique, lire une histoire à votre enfant, ramener livres, CD, DVD, revues chez vous…

#### Une salle d’exposition
Peintures, dessins, photographies, installations se déploient dans la salle d’exposition des Passerelles largement ouverts sur la ville et baignés de lumière naturelle. Venez découvrir, au gré de vos déambulations, la diversité des démarches, des supports et des thèmes abordés. Le CPIF et l’Atelier de la Cour Carrée s’y installent tout au long de l’année.

#### Un studio de répétition
Les Passerelles proposent un studio de répétition équipé et insonorisé. Il accueille des cours du conservatoire et met à disposition de groupes amateurs des créneaux horaires.

#### Une salle d’activités
Une salle d’activités de 300m² accueille expositions, rencontres, ateliers, animations…

#### Le Bar
Le Bar des Passerelles vous accueille tous les soirs de spectacle, pour une cuisine légère et de qualité, composée essentiellement de tartes salées et sucrées, faite maison par l’équipe du Centre Social et Culturel de Pontault-Combault. Ouvert une heure avant et après chaque représentation, vous pourrez également y retrouver les artistes et/ou l’équipe du théâtre pour partager vos émotions autour d’un verre.

### Par has'Art! , le festival des arts de la rue de Paris - Vallée de la Marne
Créé en 2018, Par has'Art ! festival des arts de la rue proposé par l'Agglomération Paris - Vallée de la Marne, se pense, s'élabore en coopération avec les villes et en partenariat avec les acteurs culturels du territoire. Événement fédérateur, son essence est de faire en commun avec et pour les gens qui habitent, qui passent, qui œuvrent sur le territoire. L'ambition du festival est de développer les arts vivants dans l'espace public, afin de cueillir le public pour leur proposer une expérience collective et insolite.

### Oxy'Trail

#### L'événement
En 2013, la Communauté d'agglomération créait l'événement Oxy'Trail, course à pied dont les départs et les arrivées des courses sont situées au parc de Noisiel. Le programme comprend trois courses (5, 13 et 23 km), une marche nordique, des courses enfants et un village d'animations.
C'est désormais le 2e trail de la région Ile-de-France et le 8e trail de France en nombre de participants.
Les organisateurs s'efforcent de mener une politique éco-responsable, avec notamment un partenariat avec Les Restaurants du coeur.

#### Les parcours
Les parcours des courses Oxy'Trail passent par les jardins classés du château de Champs-sur-Marne, les bords de Marne, l’Île de Loisirs de Vaires-Torcy (site olympique Paris 2024), la Ferme du Buisson, la chocolaterie Menier et divers bois et bords de lacs, soit 85% sur des sentiers entre ville et nature. L'enjeu de découverte du territoire est par ailleurs très fort.

#### Les dates clés
- 2013 : organisation de la 1ère édition Oxy’Trail le 6 octobre.
- 2014 : l’événement prend date le dernier week-end de juin depuis cette 2e édition.
- 2015 : Oxy’Trail obtient le label "régional" de la FFA.
- 2016 : une 4e édition qui continue de grandir avec 4 500 coureurs[25].
- 2017 : événement officiel de soutien à la candidature Paris 2024 avec village sportif d’initiations aux nouveaux sports olympiques (baseball, escalade, surf, skateboard...).
- 2018 : la course Oxy’23km devient étape de coupe de France de trail court. Sylvain Court, champion du monde 2015 de trail, en est l’ambassadeur[26].
- 2019 : Oxy’Trail accueille la première édition du championnat d’Île-de-France de trail court[27].
- 2020 : l'événement est annulé en raison de la crise sanitaire liée au Covid[28].
- 2021 : 4 000 coureurs présents. Sur la course 20km, c'est Hendris Delarosa chez les hommes et Barbara Sanchez chez les femmes qui l'emportent; sur la course 12 km, c'est Cédric Gonthier chez les hommes et Safia Merabet chez les femmes ; sur la course 5 km, c'est Louis Savoyat chez les hommes et Noémie Di Sanza chez les femmes; sur la marche nordique, c'est Jean-Philippe Kali chez les hommes et Corinne Laurent chez les femmes[29].
- 2022 : 6 500 dossards disponibles sur 7 épreuves, dont la marche nordique.
- 2023 : l'événement fête ses 10 ans, en battant son record de participation (6 500 coureurs), ainsi que 800 bénévoles et 6 000 visiteurs et un concert de Ben l'oncle soul pour célébrer cet anniversaire[30].
- 2024 : l'édition 2024 est annulée en raison des difficultés de la Communauté d’agglomération, organisatrice de l’Oxy’Trail, et hôte des Jeux Olympiques, à gérer les deux événements[31].